# Jorge Ferreira
Jorge Ferreira (Rivera, Uruguay) es un bailarín y coreógrafo afrouruguayo.Es parte del Ballet Nacional Sodre, donde ha desempeñado papeles como solista en varias obras.En 2020, comenzó a realizar coreografías para el Sodre.
Inició su carrera profesional desde muy joven, cuando a los 8 años ingresó a la Escuela de Música de Rivera. Fue becado para la escuela de danza de su profesora particular, y a los 18 años se mudó a Montevideo para ingresar a la Escuela Nacional de Danza del Sodre.
Es además un bailarín multipremiado en el carnaval uruguayo.En 2020, era el único bailarín afrodescendiente del Ballet Nacional Sodre.

## Premios
- Mejor bailarín del carnaval, 2019.
- Mejor bailarín del carnaval, 2023.[6]
- Mejor bailarín del carnaval, 2024.[7]